# Stilpnia phillipsi
La tangara del Sira (Stilpnia phillipsi) es una especie de ave paseriforme de la familia Thraupidae, perteneciente al  género Stilpnia, anteriormente situada en Tangara. Es endémica de Perú.

## Distribución
La tangara del Sira se encuentra restringida en los cerros del Sira, situados en Huánuco, en el interior oriental de Perú.
Esta especie es considerada bastante común pero muy local en su hábitat natural: los bosques húmedos tropicales en altitudes entre 1300 y 1600 m.

## Estado de conservación
La tangara del Sira era calificada como casi amenazada por la Unión Internacional para la Conservación de la Naturaleza (IUCN) hasta el año 2017, pero actualmente se la considera preocupación menor debido a que su pequeña zona de distribución no se encuentra fragmentada y su población, estimada entre 2400 y 53 500 individuos maduros, se presume estable.

## Sistemática

### Descripción original
La especie S. phillipsi fue descrita por primera vez por los ornitólogos estadounidenses Gary R. Graves y John S. Weske en 1987 bajo el nombre científico Tangara phillipsi; su localidad tipo es: «Cerros del Sira, 9°26'S, 74°45'W, elevación 1300 m, Huánuco, Perú». El holotipo, un macho adulto, colectado el 26 de julio de 1969, se encuentra depositado en el Museo Americano de Historia Natural bajo el número AMNH 820969.

### Etimología
El nombre genérico femenino Stilpnia deriva de la palabra del idioma griego «στιλπνή», forma femenina para el adjetivo «brillante» o «reluciente», aludiendo al brillo que presenta el plumaje de estas especies; y el nombre de la especie «phillipsi» conmemora al ornitólogo estadounidense Allan Robert Phillips (1914–1996).

### Taxonomía
La presente especie, junto a un grupo numeroso de trece otras especies, fueron tradicionalmente incluidas en un amplio género Tangara, hasta que varias estudios genéticos de la familia Thraupidae permitieron comprobar que formaban un clado separado del aquel género por lo que se propuso su separación en un nuevo género Stilpnia.
El Comité de Clasificación de Sudamérica (SACC), en la propuesta N° 730 parte 20 reconoció el nuevo género, en lo que fue seguido por el Congreso Ornitológico Internacional (IOC) y Clements Checklist/eBird v.2019. Otras clasificaciones como Aves del Mundo (HBW) y Birdlife International (BLI) optaron por mantener el género Tangara más ampliamente definido, con lo cual la presente especie conserva su nombre anterior: Tangara phillipsi.
Es monotípica. Los amplios estudios filogenéticos recientes demuestran que la presente especie es hermana del par formado por Stilpnia argyrofenges y Stilpnia heinei.